# Robert Dinesen
Robert Theodor Louis Camillo Dinesen (også Robert Reinert; 23. oktober 1874 – 8. marts 1972) var en dansk filminstruktør, manuskriptforfatter og skuespiller.

## Biografi
| „ | Det var min mands styrke som instruktør, da han kom her til Tyskland, at han selv kunne spille alle roller, at han var så pragtfuld en skuespiller. (...) han kunne få os skuespillere til at se det menneskelige i enhver rolle, stor eller lille. Det var hans ubønhørlige kunstneriske alvor, der hævede filmen fra gøgl til at være kunst" | “ |
|   | — Margarete Schön Familiejournalen, 6. august 1968 |   |

Robert Dinesen er uddannet som sanger hos Vilhelm Herold og som skuespiller hos Nicolai Neiiendam. Han debuterer på Dagmarteatret i 1894 og spillede på flere forskellige teatre i Norden frem til 1913; Dagmarteatret 1894- 1905, Det ny Teater 1908/09, Dagmarteatret 1909/10, Casino 1911/12, Det ny Teater 1912/13.
I 1910 debuterede han som filmskuespiller i den opsigtsvækkende og banebrydende film "Afgrunden" – hvor også Asta Nielsen og Poul Reumert debuterede. Året efter kom han til Nordisk Film hvor han i 1912 begyndte at instruerer film, hvad der blev til omkring 70 film for Nordisk Film i perioden 1912 til 1917. I 1918 kommer han det svenske Palladium som var et datterselskab AB Skandinavisk Filmcentral, hvor han iscenesætter to film: Jefthas dotter (1919) og Ödets redskap (1922) – den sidstnævnte blev først vist flere år efter den var blevet produceret, da den blev anset for at være for dårlig, og efter filmen blev Robert Dinesen også sagt op.
I 1920 blev han headhuntet til Tyskland af tyske filminstruktør og producent Joe May. Her arbejdede han i Berlin hos May-Film (fire film), Projektions-AG Union (PAGU), Phoebus-Film AG, Fery-Film GmbH, Maxim-Film Gesellschaft Ebner & Co. og Universum Film AG (UFA) og producerede omkring 15 film som han havde stor succes med. Senere lavede han også lidt filmarbejde i Frankrig, men da han ville tilbage til Berlin var nazisterne kommet til og Dinesen ville ikke lade sig knægte af propagandaminister Joseph Goebbels.
| „ | Kun i fuldkommen frihed og selvstændighed kan man arbejde skabende. Filmen er noget, man skal gå til med hjerte og lyst - og det har jeg kun, når jeg er helt fri og har hele ansvaret. Jeg har aldrig tålt udenforstående i mit atelier, når jeg satte i scene, producenterne har altid givet mig blancofuldmagt - netop fordi jeg var vant til ikke at ødsle med tid, materiale og penge - og nu skulle jeg finde mig i, at et propagandaministerium skulle give mig direktiver? Næh, min herre! Siden den dag har jeg ikke filmet og ikke spillet " | “ |
|   | — interview i Aftenbladet, 5. marts 1951 |   |

Han stoppede med at instruere film og koncentrerede sig om at male.
Robert Dinesen var søn af Edvard Dinesen og Eline Jensen. Han var gift første gang med skuespillerinde Marie Dinesen (1877 – 1935), anden gang med skuespillerinden Johanne Dinesen (født 1882) og tredje gang med den tyske skuespillerinde Margarete Schön (1895 – 1985). Han levede i Berlin indtil sin død i 1972. Robert Dinesen var far til forfatteren Kirsten Thomsen (født 11. juli 1900).

## Filmografi

### Som skuespiller
- Afgrunden (som Knud Svane, præstesøn, ingeniør; instruktør Urban Gad, 1910)
- De fire Djævle (som Fritz, Robert Dinesen, Carl Rosenbaum; instruktør Alfred Lind, 1911)
- En Bryllupsaften (som brudgom, Johan; instruktør Einar Zangenberg, 1911)
- Den farlige Leg (som Erik, overlærerens søn; ubekendt instruktør, 1911)
- Ungdommens Ret (som Ove Søtoft, hofjægermesterens søn; instruktør August Blom, 1911)
- Det farlige Spil (som Løjtnant Roberts; instruktør Eduard Eduard Schnedler-Sørensen, 1912)
- Guvernørens Datter (som Løjtnant Petrowitsch; instruktør August Blom, 1912)
- Brilliantstjernen (instruktør August Blom, 1912)
- Hans første Honorar (instruktør August Blom, 1912)
- Hjærternes Kamp (som Albert Malm, højesteretsadvokat; instruktør August Blom, 1912)
- Montmartrepigen (som James, maler; ubekendt instruktør, 1912)
- Den Stærkeste (instruktør Eduard Schnedler-Sørensen, 1912)
- Den kære Afdøde (som Kunstmaler Otto Bang; instruktør Eduard Schnedler-Sørensen, 1912)
- Den sorte Kansler (som Løjtnant Groblewsky, Feodoras forlovede; instruktør August Blom, 1912)
- Vampyrdanserinden (som Oscar Borch, Silvias dansepartner; instruktør August Blom, 1912)
- Dødens Brud (som Tage Hennings, cand.jur, Aases forlovede; instruktør August Blom, 1912)
- Paa Vildspor (ubekendt instruktør, 1913)
- Flugten gennem Luften (instruktør August Blom, 1913)
- Den tredie Magt (som Grev von Hintz; instruktør August Blom, 1913)
- Dyrekøbt Venskab (som Ralf, officer; instruktør August Blom, 1913)
- Hans vanskeligste Rolle (som Grev von Pfalz; instruktør August Blom, 1913)
- En Skuespillers Kærlighed (instruktør Martinius Nielsen, 1920)

### Som instruktør
- Springdykkeren (1912)
- To Rivaler (1912)
- Lynstraalen (1912)
- Den glade Løjtnant (1912)
- Atlantis (1913) – som assisterende instruktør
- Den store Operation (1913)
- Strejken paa den gamle Fabrik (1913)
- Dramaet i den gamle Mølle (1913)
- Døvstummelegatet (1913)
- Scenen og Livet (1913)
- Under Blinkfyrets Straaler (1913)
- Broder mod Broder (1913)
- Moderen (1914)
- Amors Krogveje (1914)
- Hammerslaget (1914)
- Helvedesmaskinen (1914)
- Inderpigen (1914)
- Tøffelhelten (1914)
- Den skønne Ubekendte (1914)
- Millionær for en Dag (1914)
- Arbejdet adler (1914)
- Et Kærlighedsoffer (1914)
- Mit Fædreland, min Kærlighed (1915)
- En Død i Skønhed (1915)
- En Skæbne (1915)
- Zigøjnerblod (1915)
- I Farens Stund (1915)
- Naar Hævngløden slukkes (1915)
- Doktor X (1915)
- Midnatssolen (1916)
- Malkepigekomtessen (1916)
- Det gaadefulde Væsen (med Lau Lauritzen Sr.; 1916)
- Lyset og Livet (1916)
- Mumiens Halsbaand (1916)
- Letsindighedens Løn (1916)
- For sin Dreng (med Alexander Christian; 1916)
- Maharadjahens Yndlingshustru I (1917)
- Hotel Paradis (1917)
- Hjertekrigen paa Ravnsholt (1917)
- Favoriten (1917)
- Sfinxens Hemmelighed (1918)
- Mands Vilje (1918)
- En Fare for Samfundet (1918)
- For Barnets Skyld (1918)
- I Opiumets Magt (1918)
- Gar el Hama V (1918)
- Hendes Hjertes Ridder (1918)
- Hjerteknuseren (1918)
- Luksuschaufføren (1918)
- Hvorledes jeg kom til Filmen (1919)
- Jefthas dotter (1919) (svensk)
- Ödets redskap (1922) (svensk)

- Tabea, stehe auf! (1922) (tysk)
- Tatjana (1923) (tysk)
- Thamar das Kind der Berge (1924) (tysk)
- Malva (1924) (tysk)
- Claire (alternative title: Die Geschichte eines jungen Mädchens; 1924) (tysk)
- Wenn die Liebe nicht wär'! (1925) (tysk)
- Im Namen des Kaisers (1925) (tysk)
- Die Feuertänzerin (1925) (tysk)
- Ariane im Hoppegarten (1928) (tysk)
- Die Hölle der Jungfrauen (1928) (tysk)
- Der Weg durch die Nacht (1929) (tysk)

### Som både instruktør og skuespiller
- Manden med Kappen (som Robert Sperling, læge, 1913)
- Den kvindelige Dæmon (som Oliver, politiløjtnant; 1913)
- Hjælpen (som Axel Pfalz, maler og billedhugger; 1913)
- Djævelens Datter (som Gabriel Toqurni, billedhugger; 1913)
- Gar el Hama III (som Løjtnant Erskin; 1914)
- Om Kap med Døden (som Kobel, boelsmand; 1915)
- Kvinden han frelste (som Philippe de Gardien, godsejer; 1915)
- For Lykke og Ære (som George Dupont, departementschefens søn; 1915)
- Den sidste Nat (som Poul Wilde, billedhugger; 1915)
- For hendes Skyld (som James Josty; 1916)
- Blandt Samfundets Fjender (som Harald Bagger, ekspedient; 1916)
- Kornspekulantens Forbrydelse (som Dr. Elsner, astronom; 1916)
- Gar el Hama IV (som Sam Blinkton, detektiv; 1916)
- Den ny Rocambole (som Aksel Greiber, læge; 1917)
- De skraa Brædder (som Hans Funk, fuldmægtig; 1918)
- Kammerpigen (som Henrik Bugge, godsejer; 1918)
- Gøglerbandens Adoptivdatter (som Walter Murray, sekretær; 1919)
- Konkurrencen (som Vagn Martens, læge; 1919)
- Livets Omskiftelser (som Teggy, Hamiltons søn; 1919)

### Som manuskriptforfatter
- Die Feuertänzerin (1925)
- Wenn die Liebe nicht wär'! (1925)
- Malva (1924)
- Tatjana (1923)
- Om Kap med Døden (1915)